# Sombrin
Sombrin  é uma comuna francesa na região administrativa de Altos da França, no departamento de Pas-de-Calais. Estende-se por uma área de 6,61 km². Em 2010 a comuna tinha 246 habitantes (densidade: 37,2 hab./km²).